# Campeonato Mundial de Ginástica Artística de 2014 - Solo masculino
A competição de solo masculino do Campeonato Mundial de Ginástica Artística de 2014 teve sua final disputada no dia 11 de outubro. A qualificatória que definiu os ginastas finalistas foi disputada em 3 e 4 de outubro.

## Medalhistas
| Ouro   | RUS Denis Ablyazin |
| Prata  | JPN Kenzo Shirai   |
| Bronze | BRA Diego Hypólito |

## Resultados

### Qualificatória
Esses são os resultados da qualificatória.
| Pos. | Ginasta                  | Total  | Nota |
| ---- | ------------------------ | ------ | ---- |
| 1    | RUS Denis Ablyazin       | 16,066 | Q    |
| 2    | JPN Kenzo Shirai         | 16,033 | Q    |
| 3    | BRA Diego Hypólito       | 15,900 | Q    |
| 4    | JPN Ryohei Kato          | 15,833 | Q    |
| 5    | JPN Kohei Uchimura       | 15,800 |      |
| 6    | ESP Miguel Zapata        | 15,666 | Q    |
| 7    | GRE Eleftherios Kosmidis | 15,533 | Q    |
| 8    | KOR Hansol Kim           | 15,500 | Q    |
| 9    | USA Jacob Dalton         | 15,466 | Q    |
| 10   | CHN Deng Shudi           | 15,466 | R    |
| 11   | GBR Daniel Purvis        | 15,433 | R    |
| 12   | CHN Cheng Ran            | 15,433 | R    |

- Q - qualificado para a final
- R - reserva

### Final
Esses são os resultados da final.
| Pos. | Ginasta                  | Nota D | Nota E | Pen. | Total  |
| ---- | ------------------------ | ------ | ------ | ---- | ------ |
|      | RUS Denis Ablyazin       | 7,100  | 8,650  |      | 15,750 |
|      | JPN Kenzo Shirai         | 7,400  | 8,433  | 0,1  | 15,733 |
|      | BRA Diego Hypólito       | 7,000  | 8,700  |      | 15,700 |
| 4    | USA Jacob Dalton         | 6,700  | 8,900  |      | 15,600 |
| 5    | KOR Hansol Kim           | 6,500  | 9,000  |      | 15,500 |
| 5    | JPN Ryohei Kato          | 7,100  | 8,366  |      | 15,466 |
| 7    | GRE Eleftherios Kosmidis | 6,600  | 8,550  | 0,1  | 15,050 |
| 8    | ESP Miguel Zapata        | 6,600  | 7,300  |      | 13,900 |